# Гідіджень
Гідіджень, Гідіджені (рум. Ghidigeni) — село у повіті Галац в Румунії. Входить до складу комуни Гідіджень.
Село розташоване на відстані 209 км на північний схід від Бухареста, 80 км на північний захід від Галаца, 124 км на південь від Ясс.

## Населення
За даними перепису населення 2002 року у селі проживали 1523 особи. Рідною мовою 1522 особи (99,9%) назвали румунську.
Національний склад населення села:
| Національність | Кількість осіб | Відсоток |
| -------------- | -------------- | -------- |
| румуни         | 1508           | 99,0%    |
| цигани         | 14             | 0,9%     |